# Dambach (Windberg)
Dambach ist ein Gemeindeteil der Gemeinde Windberg im niederbayerischen Landkreis Straubing-Bogen.
Der Weiler liegt am westlichen rechten Talhang des Dummbachs südöstlich des Klosters Windberg an der Stichstraße von Windberg zur Klostermühle.
1861 hatte der Ort neun Einwohner, 1987 gab es in Dambach neun Wohngebäude mit neun Wohnungen und 29 Einwohnern.